# Hans Siegfried
Hans Siegfried (* 15. Juli 1837 in Zofingen; † 11. Juni 1903 in Bülach) war ein Schweizer Kaufmann und autodidaktischer Botaniker.
Sein botanisches Autorenkürzel lautet „Siegfr“.

## Leben und Werk
Siegfrieds Grossonkel war der Arzt, Botaniker und Autor Johann Rudolf Suter (1766–1827). In Zofingen besuchte Siegfried die Sekundarschule, wo ihn der Theologe und Naturwissenschafts- und Mathematiklehrer Karl Samuel Frikart (1810–1867) für die Botanik begeisterte. Siegfried musste sich gegen seinen Willen zum Kaufmann ausbilden lassen und war anschliessend als solcher von Livorno aus für mehrere Jahre als Vertreter einer anverwandter Zofinger Firma in ganz Italien tätig.
Nach seiner Rückkehr heiratete er 1871 Marie Louise, geborene Schulthess aus Zürich und war für kurze Zeit Fabrikbesitzer in Zofingen. Diese löste er jedoch zu Gunsten seiner Botanischen Interessen 1874 auf und zog mit seiner Frau und seinem Sohn Hans nach Zürich-Riesbach. Ab 1881 lebte die Familie in Winterthur, wo er sich auf das kultivieren von Potentilla spezialisierte und mit seinem «Siegfriedschen Potentillarium» weit über die Landesgrenzen hinaus bekannt machte. So erhielt Siegfried von In- und Ausland und selbst aus den Staatsherbarien Amerikas Potentillen-Kollektionen um die Bestimmungen zu revidieren.
1896 übersiedelte Siegfried nach Bülach, wo er in bescheidenen Verhältnissen lebte. Sein umfangreiches Herbarium wurde vom Kanton Zürich für das Botanische Museum der Universität Zürich angekauft, zugleich hatte der Staat auch das Vorkaufsrecht auf die Potenillen-Sammlung gesichert.